# NationStates
Jennifer Government: NationStates – wieloosobowa gra przeglądarkowa symulująca państwo. Została stworzona przez Maxa Barry'ego i opublikowana 13 listopada 2002, luźno nawiązując do jego powieści Jennifer Government. Jej następczyni, NationStates 2, została zapowiedziana w kwietniu 2008 roku, jednak produkcja została przerwana w 2009 roku. Gra jest rozwijana przez użytkowników za pomocą nieoficjalnych forów dyskusyjnych, by stworzyć grupy edukacji, dyskusji i gry.

## Gra

### Początek
Celem gry jest sprawowanie władzy nad państwem. Na początku gry, gracz wybiera nazwę państwa, jego walutę i nazwę sprawowanego w nim rodzaju rządów. Odpowiedzi na pytania z następnej strony determinują startowe współczynniki kraju – wolność obywatelską, ekonomiczną i polityczną. Liczba ludności kraju wynosi na początku pięć milionów i automatycznie wzrasta każdego dnia gry.

### Problemy
Rozgrywka opiera się na podejmowaniu decyzji w imieniu rządu: gracz dostaje automatycznie przydzielone „problemy” i wybiera odpowiedź na każdy za pomocą listy opcji. Dokonany przez niego wybór ma wpływ na statystyki jego państwa. Gracze mogą również zignorować kwestię odrzucając ją - nie ma to wtedy wpływu na statystyki. 
Częstość z jaką nowe problemy są przydzielane, jest ustawiana przez gracza (od pięciu do czternastu tygodniowo). Po odkryciu, że oryginalne trzydzieści problemów napisane przez Barry'ego jest zbyt małą liczbą, by gra rozwijała się w sposób zadowalający, gracze z liczbą ludności kraju powyżej 500 milionów zostali upoważnieni do składania propozycji nowych problemów od 15 lipca 2003.